# Mammillaria parkinsonii
{{Speciesbox
| name = 
| image = Owl's Eyes -Mammillaria parkinsonii.jpg
| image_width = 250px 
| image_caption = 
| status = EN 
| status_system = IUCN3.1
| taxon = Mammillaria parkinsonii
| authority = [[Крістіан Ґоттфрід Ернберг[ред.]|Ehrenb.]], 1840 
| synonyms = Mammillaria auriareolis Tiegel, 1933
Mammillaria rosensis R.T.Craig, 1945
Mammillaria neocrucigera Backeb., 1961
| subdivision_ranks = Підвиди 
| subdivision = 
}}
Mammillaria parkinsonii (укр. Мамілярія Паркінсона, мамілярія паркінсоні) — сукулентна рослина з роду мамілярія (Mammillaria) родини кактусових (Cactaceae).

## Історія

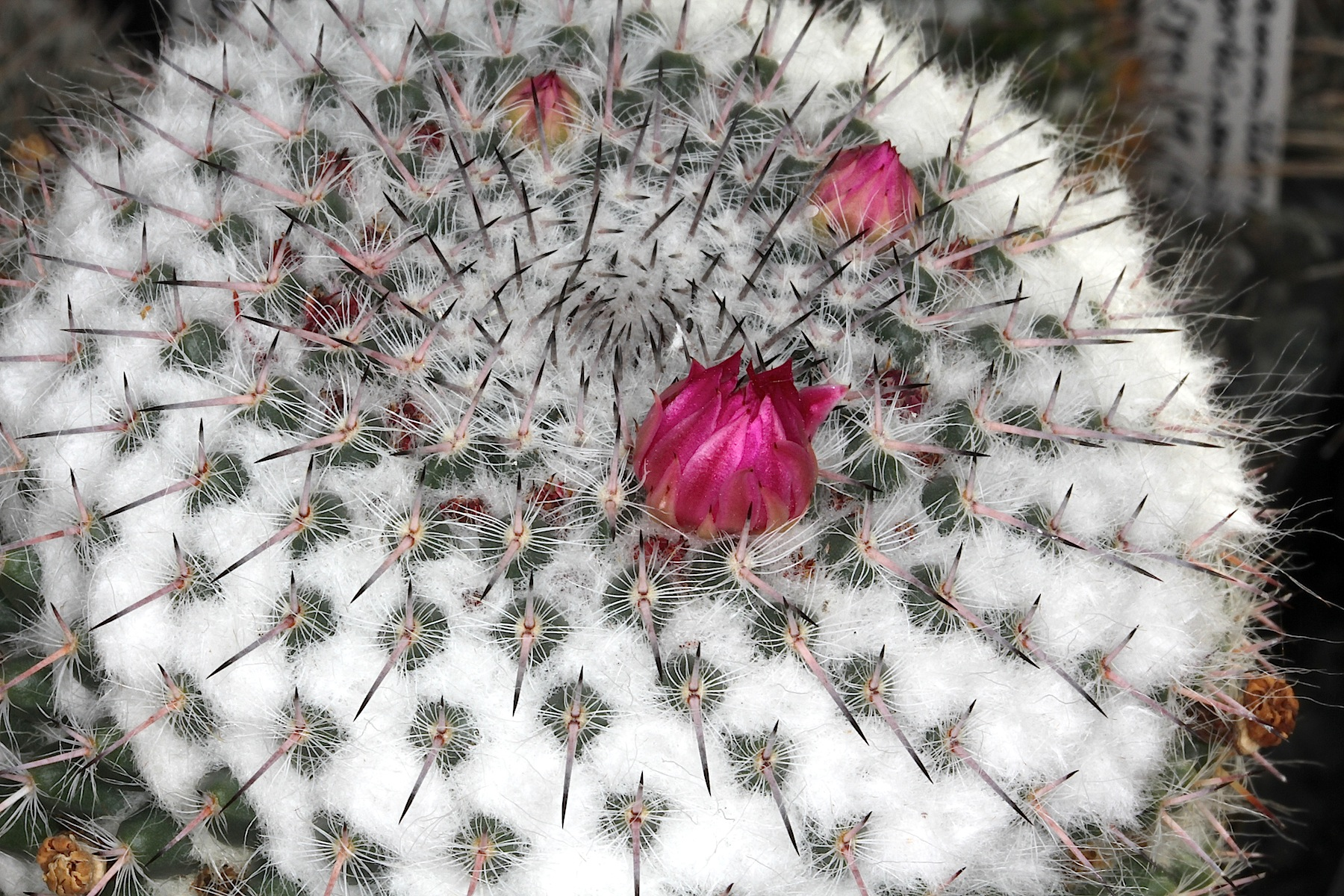

Вид вперше описаний німецьким натуралістом Крістіаном Ґоттфрідом Ернбергом (нім. Christian Gottfried Ehrenberg, 1795—1876) у 1840 році у виданні нім. «Linnaea».

## Етимологія
Видова назва дана на честь британського консула у Мексиці, друга Крістіана Ернберга Джона Паркінсона. Місцеве населення називає цю рослину «совине око».

## Ареал і екологія
Mammillaria parkinsonii є ендемічною рослиною Мексики. Ареал розташований у штатах Керетаро і Ідальго вздовж кордону річки Керетаро. Рослини зростають на висоті від 1200 до 2400 метрів над рівнем моря у ксерофільному скребі і в передгірному маторралі.

## Морфологічний опис
| Орган              | Опис |
| Рослини            | спочатку поодинокі, пізніше розгалужуються.                                                                                       |
| Коріння            | |
| Стебло             | здавлено-кулясте до циліндричного, до 15 см заввишки, в діаметрі 10-15 см.                                                        |
| Епідерміс          | синьо-зелений. |
| Маміли             | пірамідальні, з молочним соком.                                                                                                   |
| Ареоли             | |
| Аксили             | з пухом і щетинками. |
| Центральні колючки | 2-5, зазвичай трохи згинаються вниз, жорсткі, білуваті з темними кінцями, верхні 6-8 мм завдовжки, одна нижня до 38 мм завдовжки. |
| Радіальні колючки  | Радіальних 30 або більше, тонкі, білі, трохи зігнуті, завдовжки 4-6 мм.                                                           |
| Квіти              | блідо-жовті з червоними центральними прожилками на пелюстках, 12-15 мм завдовжки і в діаметрі.                                    |
| Бутони             | |
| Зовнішні пелюстки  | |
| Внутрішні пелюстки | |
| Тичинки            | |
| Маточка            | |
| Плоди              | булавоподібні, червонувато-оранжеві, до 10 мм завдовжки.                                                                          |
| Насіння            | коричневе. |

## Чисельність, охоронний статус та заходи по збереженню

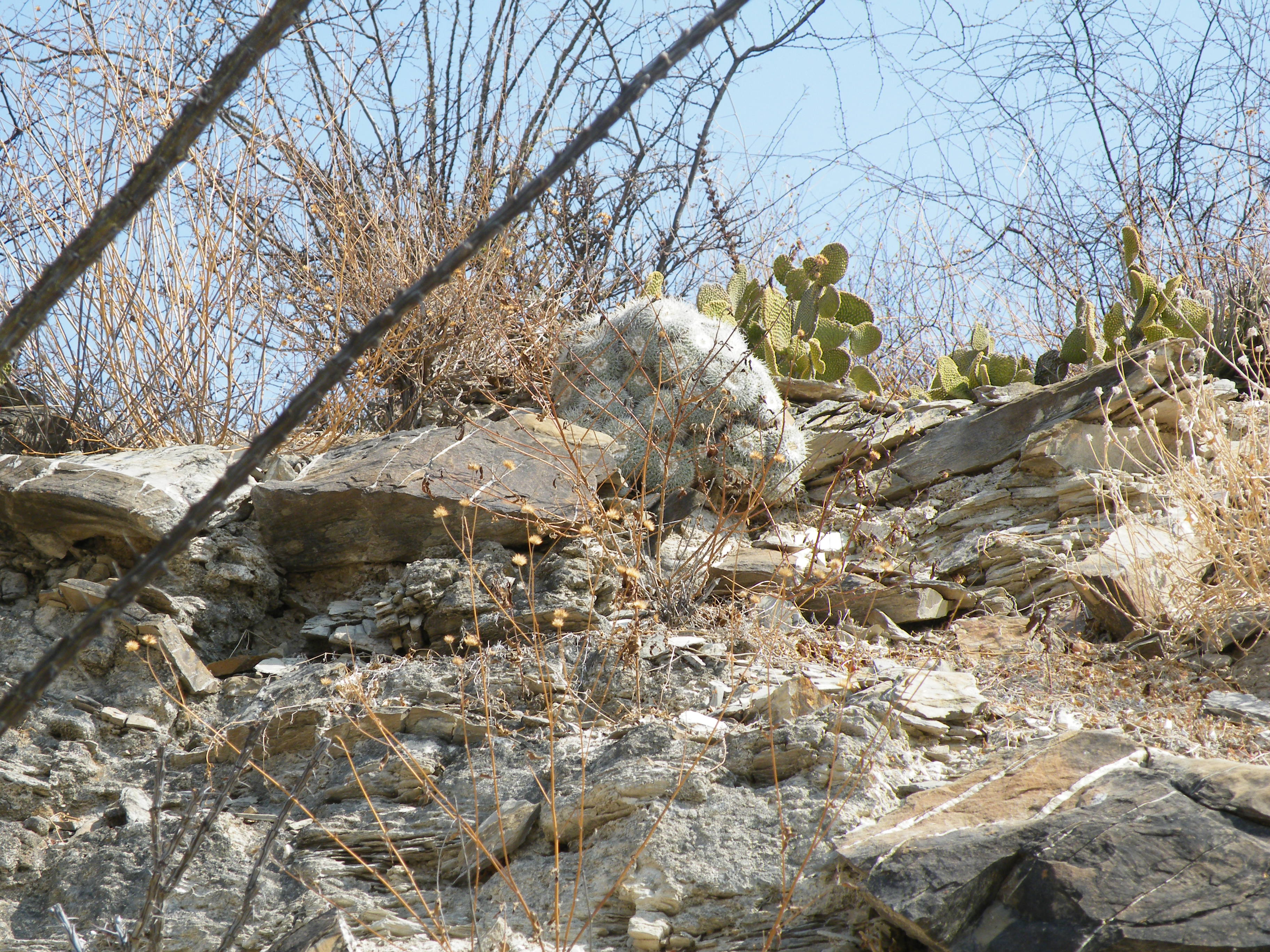
Кущ Mammillaria parkinsonii у природних умовах

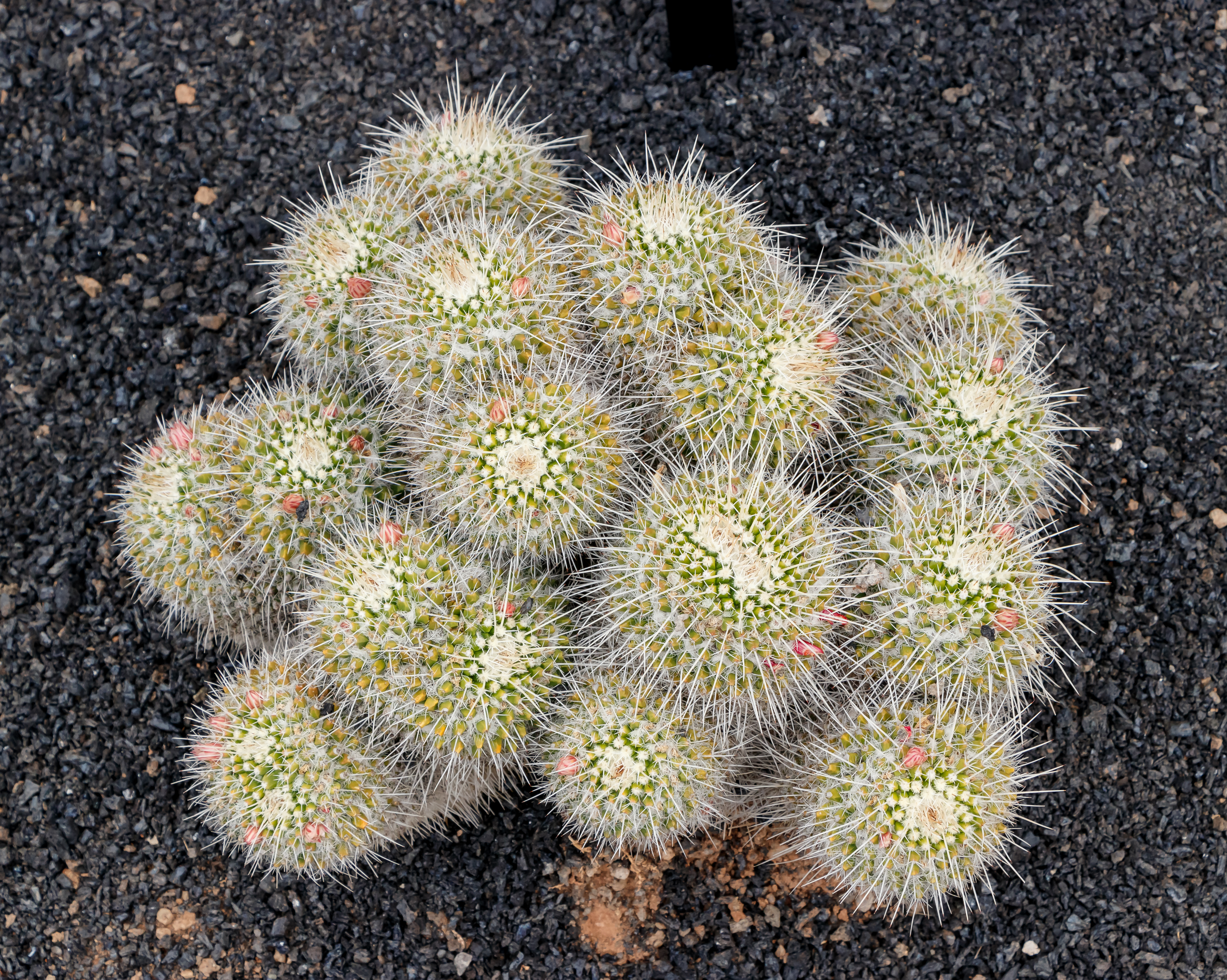
Кущ Mammillaria parkinsonii в ботанічному саду «Jardín de Cactus Guatiza», Тегісе, Лансароте, Канарські острови

Mammillaria parkinsonii входить до Червоного списку Міжнародного союзу охорони природи видів під загрозою зникнення (EN).
Ареал сильно фрагментований, триває спад чимельності рослин через незаконний збір та деградацію середовища існування по всьому діапазону поширення.
Вид має площу розміщення близько 2500 км².
Представлений принаймні в одній охоронюваній території.
У Мексиці ця рослина занесена до Національного переліку видів, що перебувають під загрозою зникнення, де вона включена до категорії «підлягає спеціальному захисту».
Охороняється Конвенцією про міжнародну торгівлю видами дикої фауни і флори, що перебувають під загрозою зникнення (CITES).

## Використання
Цей кактус використовується як декоративний.

## Утримання в культурі
Цей вид популярний серед колекціонерів. Має гарний вигляд у будь-якому віці, від маленького сіянця з чудовими білими колючками до великої рослини, стебла якої дихотомічно діляться і з часом дуже красиво розростається, заповнюючи досить великий посуд. Білоколючкові рослини цінуються вище за все — вони одні з найкрасивіших і великих серед мамілярій.
У молодому віці росте досить швидко, за 6 — 8 років утворює колонії до 8 голів, але для отримання великої рослини діаметром близько 40 см потрібно вдвічі більше часу. Швидшому росту сприяють регулярні пересадки, часто рост стримує відсутність простору.

## Систематика
Деякі експерти вважають вид Mammillaria morganiana Tiegel синонімом або формою Mammillaria parkinsonii. Але перший прийнятий як окремий вид Едвардом Фредеріком Андерсоном  — членом Робочої групи Міжнародної організації з вивчення сукулентних рослин (IOS), колишнім її президентом у його фундаментальній монографії з родини кактусових «The Cactus Family».